# Campanula calcarata
Campanula calcarata är en klockväxtart som beskrevs av Carlo Pietro Stefano Stephen Sommier och Emile Emilio Levier. Campanula calcarata ingår i släktet blåklockor, och familjen klockväxter. Inga underarter finns listade i Catalogue of Life.